# Evangelische Kirche (Wendershausen)

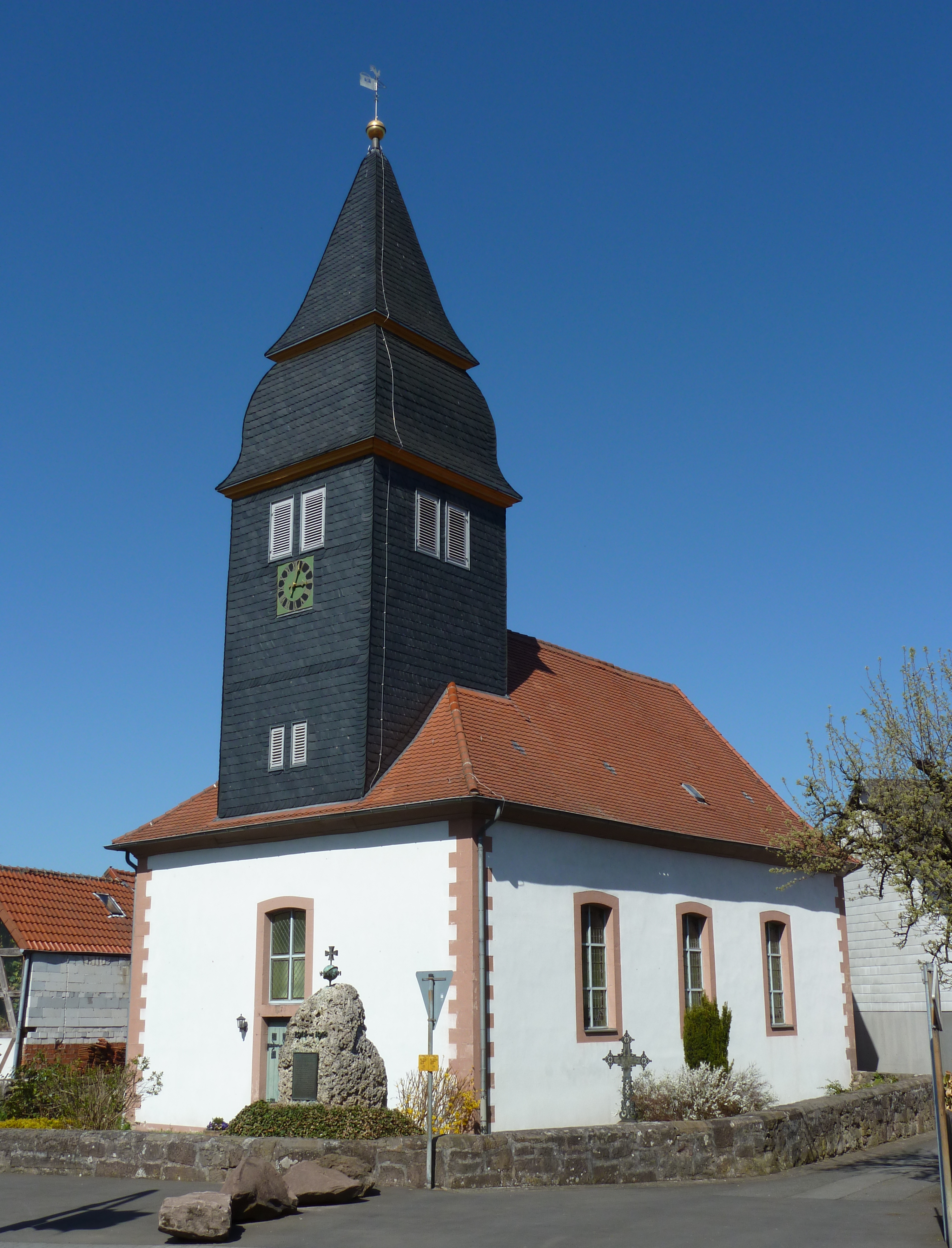
Evangelische Kirche in Wendershausen

Die Evangelische Kirche Wendershausen ist ein denkmalgeschütztes Kirchengebäude, das in Wendershausen steht, einem Stadtteil von Witzenhausen im Werra-Meißner-Kreis in Hessen. Die Kirchengemeinde gehört zum Kirchenkreis Werra-Meißner im Sprengel Kassel der Evangelischen Kirche von Kurhessen-Waldeck.

## Beschreibung
Die Saalkirche wurde 1739–40 nach einem Entwurf des Landbaumeisters Giovanni Ghezzi unter Verwendung des Mauerwerks des im Dreißigjährigen Krieg abgebrannten mittelalterlichen Vorgängerbaus errichtet. Sie wurde 1856 durch Johann Friedrich Matthei umgestaltet. Das Kirchenschiff hat im Osten außen einen dreiseitigen Abschluss, innen ist er rund. Im Westen erhebt sich aus dem Satteldach ein hoher quadratischer, schiefergedeckter Dachreiter, der die Turmuhr und den Glockenstuhl mit zwei Kirchenglocken beherbergt. Darauf sitzt eine zweistufige Haube. Der Innenraum hat Emporen an drei Seiten. Die Kanzel von 1764 steht neben dem Altar.